# Ryan Cabrera
Ryan Frank Cabrera (Dallas, 18 luglio 1982) è un cantante e musicista statunitense.

## Biografia
Ryan Cabrera, influenzato dalla musica di Dave Matthews, ha iniziato a girare i locali della propria città, Dallas, insieme al suo gruppo i Rubix Groove, fino al 2001, quando deciderà di autoprodursi il suo primo album Elm St..
Nel 2003 è stato pubblicato il disco Take It All Away per la Atlantic Records, prodotto dal compositore Curt Frasca e da John Rzeznik, frontman dei Goo Goo Dolls.. L'album è stato riconosciuto disco di platino, mentre il singolo On the Way Down raggiungerà la posizione numero 15 della Billboard Hot 100. Nel 2004 è uscito You Stand Watching, secondo album di Cabrera, che ha ottenuto un disco d'oro. Il quarto album di Cabrera, The Moon Under Water, è stato distribuito il 13 maggio 2008, dall'etichetta Frolic Room Records/ Papa Joe Records.
Ryan Cabrera è anche apparso nella colonna sonora di The Mask 2, I Fantastici Quattro e della serie televisiva Will & Grace, nonché nel reality di Mtv "The Hills". Nel 2006 ha aperto le date australiane del tour delle The Veronicas. Nell'autunno del 2010, ha aperto ogni concerto dei Boyce Avenue nel loro “European Tour Fall 2010”.

## Vita privata
Dal 2022, Ryan Cabrera è sposato con la wrestler della WWE Alexa Bliss.

## Discografia
- Elm St. (2001)
- Take It All Away (2004)
- You Stand Watching (2005)
- The Moon Under Water (2008)